# Пролив Радзеевского
Проли́в Радзе́евского — пролив в Карском море Северного Ледовитого океана, отделяет острова Красин, Добрыня Никитич и Петерсена от лежащих к югу северных островов Вилькицкого — Чабак, Новый и Стрижёва.
Назван в честь Виктора Александровича Радзеевского — советского арктического капитана и гидрографа, почётного полярника СССР. Название пролива было предложено в 1970 году диксонскими гидрографами и утверждено Диксонским райисполкомом 20 марта 1972 года.

## Описание
Длина пролива составляет около 15 километров, ширина — от 4,8 до 7,7 километра. Крайние мысы: на северо-западе — мыс Гранитный, на северо-востоке — Долгий. Имеет форму выгнутой на север дуги. Глубина пролива Радзеевского достигает 60 метров в северной части вблизи острова Добрыня Никитич.
Берега пологие, скалистые. На северном побережье выделяются мысы Гранитный, Майна, Стопор и Долгий, на южном — Бугор и Ступенчатый. С острова Красин в пролив впадает несколько небольших безымянных ручьёв.
Населённых пунктов на берегу пролива нет, все омываемые им острова — необитаемы.

## Топографические карты
- Лист карты T-46-XXXIV,XXXV,XXXVI о. Нансена. Масштаб: 1 : 200 000. Состояние местности на 1960-1973 год. Издание 1987 г.
- Лист карты T-45,46-В,Г о-ва Сергея Кирова. Масштаб: 1 : 500 000. Издание 1991 г.